# Ruta 1 (Uruguai)
La Ruta 1 Brigadier General Oribe (R1) és una de les carreteres i autovies més importants de l'Uruguai i l'única autovia —al costat de l'antiga Ruta 5— que connecta directament Colonia del Sacramento (sud-oest) amb la capital del país, la ciutat de Montevideo (sud).
Comunica Montevideo amb el litoral oest passant per la franja meridional riuplatenca i travessant els departaments de Montevideo, San José i Colonia, a més de les poblacions i municipis de Santiago Vázquez, Delta del Tigre, Libertad, Ecilda Paullier, Rosario i Juan Lacaze. Al km. 67 connecta amb la Ruta 3 Gral. José Gervasio Artigas, amb direcció nord i nord-oest.
El peatge està a càrrec de la Corporació Viària de l'Uruguai (Corporación Vial del Uruguay) des del 2005.